# Šebele
Šebele (somalski: Vebi Šabele: leopardova rijeka) je rijeka na jugoistoku Etiopije i središnje Somalije koja većim dijelom godine u svojem donjem dijelu presuši i ne dolazi do svojega ušća u rijeku Jubbu.
Šebele izvire na Etiopskoj visoravni na južnim obroncima masiva Bale (Planina Mendebo), potom rijeka teče jugoistočno u pravcu Somalije i grada Mogadiša. U blizini Mogadiša rijeka mijenja tok, skreće oštro u pravcu jugozapada i prati obalu. Ispod Mogadiša Šebeli postaje povremeni vodotok jer zbog velike vrućine sva voda ispari pa rijeka Šebele najčešće ne doseže svoje ušće u rijeku Jubbu, osim za sezone obilnih kiša kada rijeka doseže Jubbu i Indijski ocean.
Prema podacima Središnje statističke agencije Etiopije, rijeka Šebele duga je oko 1130 km, od toga je 1000 km njezinog toka unutar Etiopije, a oko 130 km u Somaliji.

## Pritoke
Rijeka Šebele ima brojne pritoke, od kojih su većina u donjem dijelu tek povremeni vodotoci za sezone kiša, najveći su pritoci:
- Erer
- Galeti
- Arsi

Sezonski vodotok: rijeka Fafen samo za sezone velikih kiša (od lipnja do sredine rujna) dospijeva do Šebeleja, inače tijekom većinu godine presuši u Ogadenskoj polupustinji ispod Harara.

## Zanimljivosti vezane uz rijeku
Izvor rijeke Šebele na padinama Masiva Bale štuju kao sveto mjesto sva okolna plemena ( Arsi Oromo i Sidamo). Izvor je pošumljen smrekovim šumarkom koji je od 1951. pod zaštitom muslimana iz plemena Arsi Oromo.
Uz pomoć sovjetskih inženjera 1989. godine na gornjem dijelu rijeke Šebele u Planinama Bale izgrađena je brana i hidroelektrana Melka Vakena. S proizvodnjom od 153 megavata, to je najveća hidroelektrana u Etiopiji.
Rijeka Šebele uzrokuje velike poplave katastrofalnih razmjera jer ona u svojem donjem dijelu većinu godine uopće nema vode. Situacija je međutim potpuno drukčija za kišne sezone kada rijeka ima razornu snagu, a kako nije regulirana (nema nikakvih nasipa) to gotovo svako desetljeće ne ide na ruku svima koji žive uz njezin vodotok. 
Šebele je katastrofalno plavio 1965., 1966., 1978., 1999., 2003. i 2005. godine.

## Vanjske poveznice
- Nacionalni park Planine Bale (izvor Šebele)